# Michel Benoit
Michel Benoit (* 18. Januar 1949 in Lyon) ist ein französischer Schachspieler.

## Leben
Benoit gewann 1973 die französische Meisterschaft und nahm mit Frankreich an der Schacholympiade 1974, an den Mannschaftsweltmeisterschaften der Studenten 1968 und 1969 und an den Mitropa-Cups 1978 und 1981 teil, wobei er beim Mitropa-Cup 1978 (zusammen mit Wolfram Hartmann) das beste Ergebnis am vierten Brett erreichte.
Er arbeitete bei der RATP, schrieb jahrelang die Schach-Kolumnen in La Croix und VSD und verfasste mehrere Schachbücher. Seine Elo-Zahl beträgt 2200 (Stand: Juli 2016), die höchste Elo-Zahl von 2290 erreichte er im Juli 1991 und erneut im Juli 1992.

## Werke
- Michel Benoit: Les Echecs en trois jours, Solar, Paris, 1974
- Michel Benoit: Echecs à Nice, Payot & Rivages, Paris, 1974, ISBN 978-2-228-15210-5
- Michel Benoit: Les Echecs, 1976
- Michel Benoit: 111 Problèmes Faciles d'Echecs, Solar, Paris, 1980, ISBN 978-2-263-00467-4
- Michel Benoit: 104 Nouveaux Problèmes Faciles d'Echecs, Solar, 1984, ISBN 978-2-263-00809-2
- Michel Benoit: Les Echecs de l'initiation à la compétition, Solar, Paris 1989, ISBN 978-2-263-02872-4